# El juego de la resistencia
«El juego de la resistencia» es una canción de Ximena Abarca, escrita por Ximena Abarca y producida por Juan Andrés Ossandón. Esta fue lanzada en Chile como el sencillo debut de la intérprete, y como el primer sencillo del álbum Punto de Partida durante el primer cuarto del año 2004.

## Video musical
El video musical de "El juego de la resistencia" no fue rodado por motivos desconocidos, más en su lugar, fueron rotadas performances de la canción en vivo.

## Rendimiento en las listas musicales
En Chile, el sencillo ingresó en la posición número dieciséis el 6 de marzo de 2004, alcanzó su peak en el número doce la semana siguiente, y estuvo un corto período de tres semanas en la lista musical. A la fecha, es el sencillo de Ximena Abarca con el peak más alto en el país.

## Listas musicales
| País    | Lista musical  | Primera semana | Posición de ingreso | Posición peak | Semanas en el peak | Semanas en la lista | Última semana |
| ------- | -------------- | -------------- | ------------------- | ------------- | ------------------ | ------------------- | ------------- |
| América |                |                |                     |               |                    |                     |               |
| Chile   | Top 20 Singles | 06-03-2004     | 16                  | 12            | 1                  | 3                   | 20-03-2004    |